# Enterprise (Alabama)
Enterprise è un comune degli Stati Uniti d'America situato nelle contee di Coffee e Dale dello Stato dell'Alabama.